# Донские славяне
Донски́е славя́не — восточнославянская группа или племенной союз, в VIII—X веках населявший Верхнее Подонье. Соотносятся с боршевской археологической культурой (составная часть роменско-боршевской культуры). Не упомянуты в древнерусских источниках. Племенная принадлежность неизвестна: могли быть как обособленной частью известного племенного союза (чаще всего связываются с вятичами), так и неизвестной племенной группой.

## Исторические свидетельства
Согласно «Повести временных лет», юго-восточная граница расселения славян была ограничена бассейнами Сейма и Сулы, не захватывая таким образом, Дон; донские славяне неизвестны в древнерусских письменных источниках и выделяются лишь по археологическим свидетельствам — находкам особой археологической культуры (боршевской). По мнению В. В. Седова, отсутствие упоминания донских славян в «Повести временных лет» может объясняться тем, что эта группировка прекратила своё существование ещё до составления «Начального свода» (XI век) — в отличие от соседних вятичей и северян. Единственное возможное упоминание донской группировки славян содержится в письме хазарского правителя Иосифа (X век), где среди подвластных ему народов он называет неких С-л-виюн — по соседству с В-н-н-тит (вятичами) и С-в-р (северянами).
Согласно воронежскому археологу А. Н. Москаленко, донские славяне могли представлять обособленную группу восточных славян, формально входившую в вятичский племенной союз. Возможно, что летописные сведения о подчинении вятичей хазарам могли быть отголосками подчинения хазарам именно донских славян, а не самих вятичей. В контексте связи донских славян с вятичами иногда интерпретируется и загадочный топоним Вантит (Ваит, Вабнит), упоминаемый в арабских и хазарских источниках. Вантит описывается как «мадина» на юго-восточной окраине восточнославянского мира; воронежские археологи А. Н. Москаленко и А. З. Винников связывали его с крупным городищем Титчиха донских славян.
Известно, что до IX—X века юго-восточные славянские племенные союзы (вятичи, северяне и др.) находились в зависимости от Хазарского каганата, которому они платили дань; однако в конце X века фиксируется стремительный отток славянского населения из Подонья. Вероятные причины этого исследователи видят в походах князя Святославом, в 960-е годы разгромившего Хазарский каганат, что привело к нарушению политического баланса в степи, распространению печенегов и угасанию торговли с Востоком. По-видимому под воздействием печенегов в конце X века донские славяне покинули свои земли.

## Происхождение
Донские славяне относятся к боршевской археологической культуре, происхождение которой связывается с проникновением на Верхний Дон раннеславянского населения (ср. находки пражско-корчакского облика у села Ярлуково Липецкой области). В VIII—X веке на этой раннеславянской основе оформилась обширная группа памятников, располагавшаяся к востоку от Днепра, из которой со временем на верхней Оке сформировались вятичи, в днепровском лесостепном побережье — северяне, а на Дону — собственно боршевская группировка, отношение которой к двум упомянутым племенным союзам остаётся неясным. Облик боршевской культуры близок соседней роменской культуре; на этом основании часто говорят о единой роменско-боршевской культуре, носителей которой соотносят с северянами и вятичами, а также радимичами. На основании идентификации курганов с кольцевыми оградками часть исследователей включает в ареал боршевских памятников также Верхнюю Оку.

## Племенная принадлежность
Исследователи сходятся во мнении, что донские славяне и боршевская культура в целом — составные части обширной группы памятников к востоку от Днепра, на основе которой сложились исторические племенные союзы вятичей и северян. Вместе с тем, отношение самих донских славян к упомянутым союзам остаётся неясным. Предпринимались попытки прямого выведения донских славян из вятичей, северян или общей вятичско-северянской колонизации Подонья; существует также гипотеза об изначальном формировании вятичей именно на Дону (М. С. Грушевский, А. А. Шахматов), откуда они под давлением кочевников переселились в Поочье, вытеснив там местное финно-угорское население (А. Л. Монгайт). Главным препятствием всех указанных предположений является синхронность памятников роменской культуры (северян), Поочья (вятичей) и собственно донских славян. Д. И. Багалей считал донских славян северянами, что отрицалось А. Н. Москаленко в силу значительных отличий материальной культуры; В. В. Седов также исключал связь с северянами на том основании, что донские древности не эволюционировали из роменских.
Подавляющее большинство исследователей указывают на наибольшее сходство материальной культуры донских славян с вятичами; ещё в XIX веке П. В. Голубовский считал донских славян вятичами. С открытием на Дону курганов с характерными для вятичей кольцевыми оградками и погребальными камерами, П. Н. Третьяков предложил считать боршевские памятники вятичскими, включив в ареал боршевской культуры не только Верхний Дон, но и Верхнюю Оку; контраргументы этой гипотезе сформулированы В. В. Седовым, указавшим на то, что курганный обряд на Дону появился лишь в IX—X веках (когда боршевское население уже было здесь) и может быть объяснён проникновением отдельных групп вятичского населения. Отмечая племенное своеобразие донских славян, А. Н. Москаленко с рядом оговорок связывала их с вятичами, считая боршевское население Дона обособленной группой, формально входившей в вятичский племенной союз. На близкое родство донских славян и вятичей могут указывать и направления взаимных миграций: ещё М. С. Грушевский считал, что славянское население Дона под давлением кочевников переселилось на Верхнюю Оку, в область своих соплеменников (по его мнению — вятичей); на участие в заселении Рязанской земли донского славянского населения указывал также А. А. Шахматов и Л. С. Монгайт; с другой стороны, исследователи отмечают признаки ухода части вятичского населения в донской регион.
Своеобразие донского материала, по мнению В. В. Седова, не даёт надежных оснований для прямого отождествления донских славян ни с вятичами, ни с северянами. Вслед за И. И. Ляпушкиным, он считал, что это было особое восточнославянское племя, упоминаемое в письме хазарского правителя под именем «сльиюн» («с-л-виюн»); эта же точка зрения фигурирует и в публикациях других исследователей, например В. Я. Петрухина. При отсутствии письменных источников вопрос о племенной принадлежности донских славян не может быть окончательно решён.

## Материальная культура

### Поселения
Донские славяне жили в относительно крупных поселениях — неукреплённых (селищах) или укреплённых (городищах), включавших от нескольких десятков домов. Крупнейшим памятником донских славян является городище Титчиха (Воронежская область), иногда связываемое с загадочным топонимом Вантит. Городища боршевской культуры имели разную конструкцию укреплений; в частности, расположенное на территории области Воргольское городище (Липецкая область) было обнесено валом, поверх которого были возведены деревянные стены, усиленные перпендикулярными стенами-контрфорсами.

### Постройки
Жилищами служили постройки срубной или каркасно-столбовой конструкции с заглубленными в землю котлованами площадью 16—25 м2; по сведению Ибн-Русте славянские жилища покрывались «деревянной отроконечной крышей… и на крышу эту накладывали землю». Обогрев жилища осуществлялся печами-каменками, топившимися «по чёрному»; в некоторых домах наряду с печами обнаружены открытые очаги. Дома принадлежали отдельным семьям. Отдельные постройки могли представлять собой примитивные бани.

### Хозяйство
Хозяйство донских славян было комплексным, опиралось на земледелие и скотоводство при вспомогательной роли охоты и рыболовства. Основа хозяйства — земледелие: выращивание зерновых культур, о чём свидетельствуют находки соответствующих орудий из железа (наральники, мотыги, косы и серпы) и камня (жернова, ручные мельницы), а также погреба-амбары. Анализ грунта показывает, что пашни обустраивались на выжженных участках леса (подсечно-огневое земледелие). Возле поселений выращивали огородные культуры — горох, репу, лук. Среди домашних животных преобладали коровы (источник молочной продукции); разводили также овец, коз, свиней и лошадей (как тягловую силу). Недостаток мяса восполнялся охотой, которая играла существенную роль: в Верхнем Подонье находки костей диких видов (лось, кабан и косуля и др.) преобладают над находками домашних; охота давала также меха (бобра, зайца, белки, лисицы, медведя), выполнявшие у славян и функцию денег (ср. куна). О развитии рыболовства свидетельствуют находки орудий лова (крючки, остроги с тремя зубцами, пешни), костей и чешуи рыб (судак, лещ, щука, жерех, вырезуб, краснопёрка, сом, стерлядь, севрюга). Женщины донских славян изготовляли глиняную посуду — исключительно для собственного потребления. Керамика была лепной и слабо орнаментированной (пальцевые, палочные или зигзагообразные веревочные вдавления по верхнему краю), обжиг — в домашних печах или в кострах. Было развито простейшее металлургическое производство: железо получали из местной болотной руды, которую плавили в домашних условиях — в специальных сосудах, закладывая их в печь. Для плавки мог использоваться и очаг (с применением мехов); находки печей-горнов и глиняных сопел указывают на широкое знакомство с сыродутным способом производства. Металлические изделия разнообразны, включают как предметы мирного быта (ножи, ножницы для стрижки овец, топоры, кресала, скобы, ручки к деревянной посуде и др), так и оружие (наконечники стрел и сулиц). Открыты свидетельства ювелирного производства — глиняные и каменные тигли, льячки, фрагменты литейных форм и инструменты (долотца, маленьких свёрла, пинцеты); сырьем служили бронза и серебро, обычно привозные (например, расплавленные арабские дирхемы); типичные украшения — кольца, перстни, подвески, амулеты. Местное население могло обеспечивать металлической продукцией не только себя, но и соседей. Находки дирхемов, ближневосточных стеклянных бус и византийской посуды — свидетельства широких торговых связей. Обмен осуществлялся по речным путем — через Дон при посредничестве Хазарского каганата; арабские авторы также указывают на караванные пути в районе «мадины» Вантит. Славяне могли торговать с чужеземцами мехом, мёдом, воском, кожей и шкурами.

## Духовный мир

### Свидетельства культа
На территории Липецкой области открыто уникальное святилище донских славян — Воргольское. Оно располагалось в центре Воргольского городища и представляло собой круглую в плане утрамбованную площадку с крупной столбовой ямой в центре (местонахождение деревянного идола) и восемью костровыми — по периметру. Ритуалы здесь сопровождались возжиганием костров и жертвоприношениями — животными (останки лошади в центре святилища) и вещами (обломки лепных сосудов, серебряная подвеска скандинавского стиля с позолотой, височная подвеска, обрубок дирхема, оружие, острога и другие орудия). Свидетельства традиционных верований представлены также находками амулетов-оберегов — из кости, когтей и клыков животных. Известно, что донские славяне использовали и амулеты в виде коньков, конских голов — связанных с почитанием солнца.

### Погребальный обряд
Донские славяне сжигали умерших; наиболее изучены их погребения в Воронежской области — крупные могильники рядом с поселениями, включавшие порой до нескольких сотен курганов. Кремация проводилась на стороне, кальцинированные кости очищали и клали в специально изготовленный сосуд-урну — горшок или миску. Урну, вместе с сосудами для пищи, помещали внутрь погребальной камеры — деревянного сооружения у северо-восточного края площадки кургана; камера имела прямоугольный или квадратный план, размеры порядка 2X1,5 м, высоту стен до 0,5 м, а также потолок из плах и пол из деревянного настила или утрамбованной глины. По завершении ритуала насыпали курган, поверх которого разбрасывали осколки посуды (имущество погребённого?); вынутый при этом грунт образовывал ровик, в котором устраивали страву — поминальную трапезу, возжигали костры. Курган мог иметь кольцевую оградку из вертикально установленных бревен, в пределы которой и засыпался грунт. Погребальные камеры не имели стены со стороны края кургана: вероятно использовались для разновременных захоронений нескольких членов семьи.

## Общественное устройство
Общественное устройство донских славян слабо изучено. Свидетельства сильной княжеской власти отсутствуют, централизованное управление могло осуществляться старейшинами. Размеры домов указывают на доминирование соседской общины и малых семей, скопления домов с общим домохозяйством — на специфику семейных отношений (многоженство?).

## Историческая судьба
Разгром князем Святославом Хазарского каганата в 960-е годы привёл к кардинальным изменениями ситуации в степи: распространению там воинственных племён печенегов и угасанию торговли с Востоком. Вероятно, под давлением печенегов в конце X века славяне стремительно покинули Подонье, переселившись в соседние северные и северо-восточные районы — в бассейн лесного Воронежа и на Среднюю Оку. По мнению ряда историков, основная часть донских славян переселилась в рязанское Поочье, где слилась с вятичами. Высказывалось мнение, что славянское население верхнего Подонья, сохранив архаичные черты культуры, не исчезало полностью вплоть до XVI века, когда эти земли вошли в состав Русского государства.

## Комментарии
1. ↑  Арабское слово «мадина» может означать город, подвластную ему территорию или всю его округу[8].